# Clotherholme
Clotherholme var en civil parish från 1866 till 1988 då den blev en del av Ripon, i grevskapet North Yorkshire, i England. Civil parish var belägen 17 km från Harrogate och hade 1 463 invånare år 1971. Byn nämndes i Domedagsboken (Domesday Book) år 1086, och kallades då Cludun.